# Ofensywa w Meuse-Argonne
Ofensywa w Meuse–Argonne – operacja ofensywna wojsk Ententy, będąca częścią ostatniej ofensywy Sprzymierzonych w I wojnie światowej, znanej jako ofensywa stu dni, która rozciągała się na całym froncie zachodnim.
Ofensywa trwała od 26 września do zawieszenia broni z 11 listopada 1918 roku, przez 47 dni. Ofensywa Meuse–Argonne była największą kampanią w historii wojskowości Stanów Zjednoczonych, angażując w sumie 1,2 miliona żołnierzy francuskich, syjamskich i amerykańskich. Jest to również najbardziej krwawa kampania w historii Armii Stanów Zjednoczonych, która pochłonęła ponad 350 000 ofiar, w tym 28 000 Niemców, 26 277 Amerykanów i nieznaną liczbę Francuzów. Za tak wysokie straty amerykańskie odpowiadał m.in. brak doświadczenia bojowego wielu żołnierzy, przestarzała taktyka stosowana we wczesnych fazach operacji oraz wybuch globalnej epidemii grypy zwanej „hiszpanką”.
Ofensywa w Meuse–Argonne była największym wysiłkiem Amerykańskich Sił Ekspedycyjnych (AEF) w I wojnie światowej, chociaż biorąc pod uwagę skalę innych bitew na froncie zachodnim, jej rozmiar był ograniczony, a sama operacja drugorzędna, będąc przeprowadzoną daleko od głównej osi ofensywy. Była też jedną z serii ofensyw alianckich, która doprowadziła do zakończenia wojny. Wojska amerykańskie posunęły się na 16 km w głąb terytorium zajętego przez wroga, a francuskie na 23 km, wyzwalając Le Chesne i Sedan.